# アンドリュー・グラハム

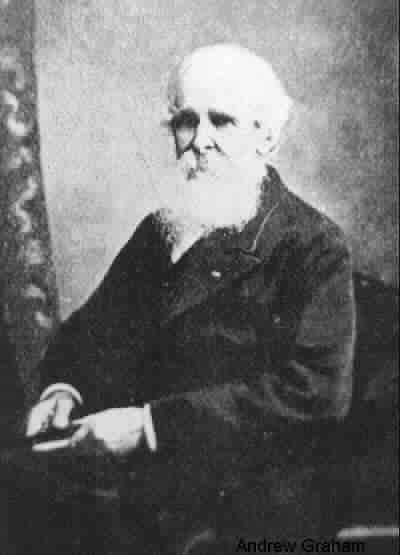
アンドリュー・グラハム

アンドリュー・グラハム（Andrew Graham, 1815年4月8日 - 1908年11月5日）は、アイルランドの天文学者。
1815年4月8日、グラハムは現在の北アイルランドファーマナ県に生まれた。1848年4月25日、スライゴ県のマークリー天文台において小惑星メティスを発見した。
1848年8月8日から1856年3月27日まで、グラハムはマークリー天文台において黄道の周辺にある約6万個の恒星を観測し、その結果を4冊の本にまとめて1851年、1853年、1854年、1856年に順次刊行した。この観測を行う際、グラハムは正方形のマイクロメーターを開発した。これにより星の視位置（赤緯と赤経）の測定精度は大きく向上した。